# Armaillé
Armaillé är en kommun i departementet Maine-et-Loire i regionen Pays de la Loire i nordvästra Frankrike. Kommunen ligger i kantonen Pouancé som tillhör arrondissementet Segré. År 2022 hade Armaillé 317 invånare.

## Befolkningsutveckling
Antalet invånare i kommunen Armaillé
| Referens: INSEE |